# 时代封面人物列表 (1960年代)
这是1960年代的《时代杂志》封面人物列表:

## 1960年
- 1月4日 - 德怀特·艾森豪威尔（时代年度风云人物）
- 1月11日 - 人口爆炸
- 1月18日 - 美国通勤
- 1月25日 - 岸信介
- 2月1日 - 休伯特·汉弗莱
- 2月8日 - 罗慕洛·贝坦科尔特
- 2月15日 - 詹姆斯·赖斯顿
- 2月22日 - 埃尔伍德·理查德·克萨达
- 2月29日 - 帕特·尼克松
- 3月7日 - 汤姆·姆博亚
- 3月14日 - 英格玛·伯格曼
- 3月21日 - 卡里尔·切斯曼
- 3月28日 - 雅克-伊夫·库斯托
- 4月4日 - 罗伯特·孟席斯
- 4月11日 - 鲍曼·格瑞
- 4月18日 - 保罗
- 4月25日 - 林登·约翰逊
- 5月2日 - 阿诺德·帕尔默
- 5月9日 - 约翰·H·劳登
- 5月16日 - 弗朗西斯·加里·鲍尔斯
- 5月23日 - 德怀特·艾森豪威尔，哈罗德·麦克米伦，夏尔·戴高乐，尼基塔·赫鲁晓夫
- 5月30日 - 罗季翁·雅科夫列维奇·马利诺夫斯基
- 6月6日 - 美国卫星
- 6月13日 - 尼基塔·赫鲁晓夫
- 6月20日 - Suburban Wife
- 6月27日 - 道格拉斯·麦克阿瑟二世
- 7月4日 - 威廉·莎士比亚
- 7月11日 - 老约瑟夫·P·肯尼迪，罗斯·肯尼迪，杰奎琳·肯尼迪，约翰·肯尼迪
- 7月18日 - 林登·约翰逊
- 7月25日 - 谢尔曼·费尔柴尔德
- 8月1日 - 纳尔逊·洛克菲勒，理查德·尼克松
- 8月8日 - 切·格瓦拉
- 8月15日 - 莫特·沙尔
- 8月22日 - 达格·哈马舍尔德
- 8月29日 - 拉夫·约翰逊
- 9月5日 - 玛格丽特·蔡斯·史密斯，露西娅·M·科米尔
- 9月12日 - 穆罕默德－礼萨·巴列维
- 9月19日 - 新产品
- 9月26日 - 小亨利·卡伯特·洛奇
- 10月3日 - 尼基塔·赫鲁晓夫
- 10月10日 - 罗伯特·弗朗西斯·肯尼迪
- 10月17日 - 克拉克·克尔
- 10月24日 - Paul Bagwell
- 10月31日 - 理查德·尼克松
- 11月7日 - 约翰·肯尼迪
- 11月14日 - 艾伦·杰伊·勒纳，弗雷德里克·洛伊
- 11月16日 - 约翰·肯尼迪
- 11月21日 - 香港
- 11月28日 - 希尔维亚·波特
- 12月5日 - Abubakar Balewa
- 12月12日 - 约翰·默里
- 12月19日 - 弗朗茨·约瑟夫·施特劳斯
- 12月26日 - 迪安·腊斯克

## 1961年
- 1月2日 - 没有（封面为“美国科学家”）
- 1月6日 - 哈利·费尔特
- 1月13日 - 安瑟尔·肯斯
- 1月20日 - 杰奎琳·肯尼迪
- 1月27日 - 没有（封面为“约翰·肯尼迪就职典礼”）
- 2月3日 - 约翰·麦科恩，布鲁斯·奥姆斯特德
- 2月10日 - 山姆·雷伯恩
- 2月17日 - 奥斯卡·罗伯逊
- 2月24日 - 瓦列连·佐林
- 3月3日 - 沃尔特·海勒
- 3月10日 - 李奥汀·普莱丝
- 3月17日 - 西萨旺·瓦达纳
- 3月24日 - 吉姆·莫兰
- 3月31日 - 没有（封面为“内疚和焦虑”）
- 4月7日 - 罗伯特·麦克纳马拉
- 4月14日 - 让·克尔
- 4月21日 - 尤里·加加林
- 4月28日 - 何塞·米罗·卡多纳
- 5月5日 - 勒·柯布西耶
- 5月12日 - 艾伦·谢泼德
- 5月19日 - 没有（封面为“遥远的地方”）
- 5月26日 - 尤金·卡森·布莱克
- 6月2日 - 约翰·马尔科姆·帕特森
- 6月9日 - 约翰·肯尼迪
- 6月16日 - 小克林特·默奇森 & 约翰·默奇森
- 6月23日 - 巴里·戈德华特
- 6月30日 - 雅尼奥·奎德罗斯
- 7月7日 - 伦纳德·拉森
- 7月14日 - 没有 (封面为"Camping: Call of the Not So Wild" )
- 7月21日 - 比尔·莫尔丁
- 7月28日 - 马克斯维尔·D·泰勒
- 8月4日 - 吴廷琰
- 8月11日 - 唐纳德·罗素
- 8月18日 - C·道格拉斯·狄龙
- 8月25日 - 瓦尔特·乌布利希
- 9月1日 - 拉里·奥布赖恩
- 9月8日 - 尼基塔·赫鲁晓夫
- 9月15日 - 杰罗姆·大卫·塞林格
- 9月22日 - 亚瑟·戈德堡
- 9月29日 - 蒙吉·斯利姆
- 10月6日 - 让·莫内
- 10月13日 - 克赖顿·艾布拉姆斯
- 10月20日 - Virgil Couch
- 10月27日 - 托马斯·维克托·琼斯
- 11月3日 - 玛丽·邦廷
- 11月10日 - 格伦·西奥多·西博格
- 11月17日 - 约翰·富兰克林·恩德斯
- 11月24日 - 没有（封面为“伦勃朗的油画《亚里士多德对荷马的头作冥想》”）
- 12月1日 - 李富春
- 12月8日 - 威廉·维瑟特霍夫特
- 12月15日 - 没有（封面为“圣诞购物”）
- 12月22日 - 莫伊兹·冲伯
- 12月29日 - 杰基·格里森